# 雷亚克
雷亚克（法語：Reilhac，法語發音：[ʁɛjak]）是法国康塔尔省的一个市镇，位于该省中西部，省会欧里亚克市区以北，属于欧里亚克区。

## 地理
雷亚克（44°58'25"N, 2°25'16"E）面积8.89 平方千米，位于法国奥弗涅-罗讷-阿尔卑斯大区康塔爾省，该省份为法国中南部省份，位于法國中央高原中心，北起科雷兹省、上盧瓦爾省和多姆山省，西接洛特省和科雷兹省，南至阿韦龙省和洛特省，东临上盧瓦爾省和洛泽尔省。
与雷亚克接壤的市镇（或旧市镇、城区）包括：克朗代勒、瑞萨克、诺塞勒、圣西蒙。

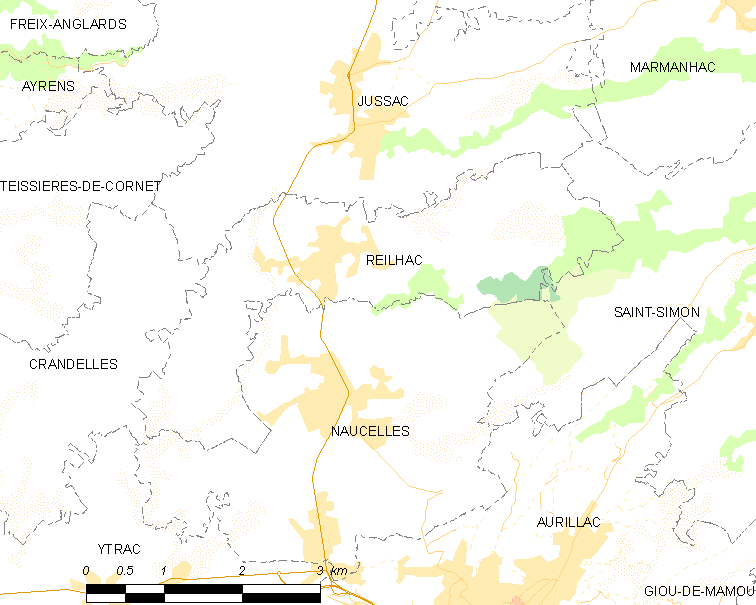
雷亚克的OSM定位图

雷亚克的时区为UTC+01:00、UTC+02:00（夏令时）。

## 行政
雷亚克的邮政编码为15250，INSEE市镇编码为15160。

## 政治
雷亚克所属的省级选区为诺塞勒县。

## 人口

1962-2008年间雷亚克人口变化图示

雷亚克于2022年1月1日时的人口数量为1094人。